# Pokémon: Let's Go, Pikachu! và Let's Go, Eevee!
Pokémon: Let's Go, Pikachu! và Pokémon: Let's Go, Eevee! là phiên bản làm lại của trò chơi điện tử nhập vai năm 1998 Pokémon Yellow, phát hành trên Game Boy Color, do Game Freak phát triển, The Pokémon Company và Nintendo phát hành cho Nintendo Switch. Vả hai được công bố vào tháng 5 năm 2018, Let's Go, Pikachu! và Let's Go, Eevee! đã phát hành ra toàn thế giới cho Nintendo Switch ngày 16 tháng 11 năm 2018. Hai trò chơi này là một phần của thế hệ thứ bảy của loạt trò chơi video Pokémon và là game đầu tiên phát hành cho một máy chơi trò chơi điện tử gia đình. Chúng có tính năng kết nối với trò chơi di động Pokémon Go và hỗ trợ bộ điều khiển tùy chọn, Poké Ball Plus.
Pokémon: Let's Go, Pikachu! và Let's Go, Eevee! lần đầu tiên được công bố tại một cuộc họp báo của Nhật Bản vào tháng 5 năm 2018, với mục đích cho các trò chơi mang đến những người bắt đầu chơi Pokémon cũng như phục vụ cho các fan hâm mộ. Chúng cũng nhằm thu hút khán giả trẻ hơn, vì các trò chơi kết hợp các yếu tố từ anime. Chúng đã được phát hành cho Nintendo Switch vào ngày 16 tháng 11 năm 2018 và nhận được đánh giá chung từ các nhà phê bình. Các trò chơi đã được bán hơn 11,28 triệu vào tháng 9 năm 2019, khiến chúng trở thành một trong những trò chơi bán chạy nhất cho hệ máy Nintendo Switch.

## Mô tả
Pokémon: Let's Go, Pikachu! và Let's Go, Eevee! được đặt ở khu vực Kanto và bao gồm 151 Pokémon ban đầu cùng với các dạng Tiến hoá Mega tương ứng của chúng từ Pokémon X, Y, Omega Ruby và Alpha Sapphire và dạng Alola tương ứng của chúng từ Pokémon Sun và Moon.
Hai game này có các yếu tố phổ biến của loạt trò chơi chính, chẳng hạn như chiến đấu với nhân vật không phải người chơi (NPC) Chẳng hạn nhưnhà huấn luyện hay thủ lĩnh nhà thi đấu Tuy nhiên, khi đối mặt với Pokémon hoang dã, thay vì chiến đấu với chúng bằng hệ thống chiến đấu truyền thống như trong các trò chơi trước đây, việc bắt Pokémon sử dụng một hệ thống gợi nhớ đến trò chơi Pokémon Go di động. Bằng cách sử dụng các  Joy-Con hoặc thiết bị ngoại vi Poké Ball Plus, người chơi có thể ném quả mọng để làm dịu Pokémon hoặc Poké Balls để cố gắng bắt nó. Hành động cũng có thể được thực hiện bằng cách nhấn nút khi bộ điều khiển Joy-Con được gắn vào bàn điều khiển hoặc ở chế độ cầm tay, nhưng điều này vẫn yêu cầu sử dụng điều khiển chuyển động để nhắm. Nếu người chơi sử dụng điều khiển chuyển động, việc bắt Pokémon dựa trên thời gian của người chơi thay vì độ chính xác. Mặc dù nó is thể bỏ lỡ một ném, bóng gần như được đảm bảo để tiếp xúc với các Pokémon. Một điểm khác biệt đáng chú ý trong Let's Go, Pikachu! và Let's Go, Eevee là Pokémon hoang dã xuất hiện trong thế giới thứ hai, chứ không phải là những cuộc chạm trán ngẫu nhiên trên cỏ hoặc trong hang động như trong các trò chơi nhập vai Pokémon chính trước đây. Để bắt đầu một cuộc chạm trán với Pokémon hoang dã, người chơi chỉ cần tiếp cận Pokémon trong môi trường.

## Phát triển
Bộ đôi tựa game đã được tiết lộ trong một cuộc họp báo ở Nhật Bản vào ngày 30 tháng 5 năm 2018. Chúng chủ yếu nhắm đến đối tượng trẻ hơn và những người mới biết đến và muốn trải nghiệm Pokémon. Tại thời điểm thông báo, giám đốc trò chơi Junichi Masuda đã đề cập rằng các trò chơi đã được phát triển trong khoảng hai năm. Masuda cũng tuyên bố rằng ông coi các trò chơi là phiên bản làm lại của Pokémon Yellow, giải thích rằng Yellow "tạo được tiếng vang" tốt nhất với những người chơi trẻ tuổi hơn vì nó kết hợp các yếu tố từ loạt phim truyền hình anime Pokémon. Theo Masuda, ông định biến Eevee trở thành linh vật của trò chơi khác do sự phổ biến và phong phú của nghệ thuật hâm mộ. Ban đầu ông cũng để cho Psyduck là linh vật, sau cùng để cho Pikachu thay thế, vì Psyduck có cùng màu da như loại hệ Điện này, và  con này kém thông minh hơn loài khác

## Phát hành
Các trò chơi đã được phát hành trên toàn thế giới vào ngày 16 tháng 11 năm 2018. Trò chơi với bộ điều khiển Poké Ball Plus đã được công bố, cũng như các phụ kiện điều khiển Nintendo Switch cho chúng, bao gồm trò chơi, tay cầm Joy-Con màu nâu và màu vàng, và một chiếc dock với tác phẩm nghệ thuật của Eevee và Pikachu. Vào ngày 21 tháng 9 năm 2018, Amazon đã bắt đầu cung cấp các đơn đặt hàng trước cho Let's Go, Pikachu! và Let's Go, Eevee!.

## Poké Ball Plus

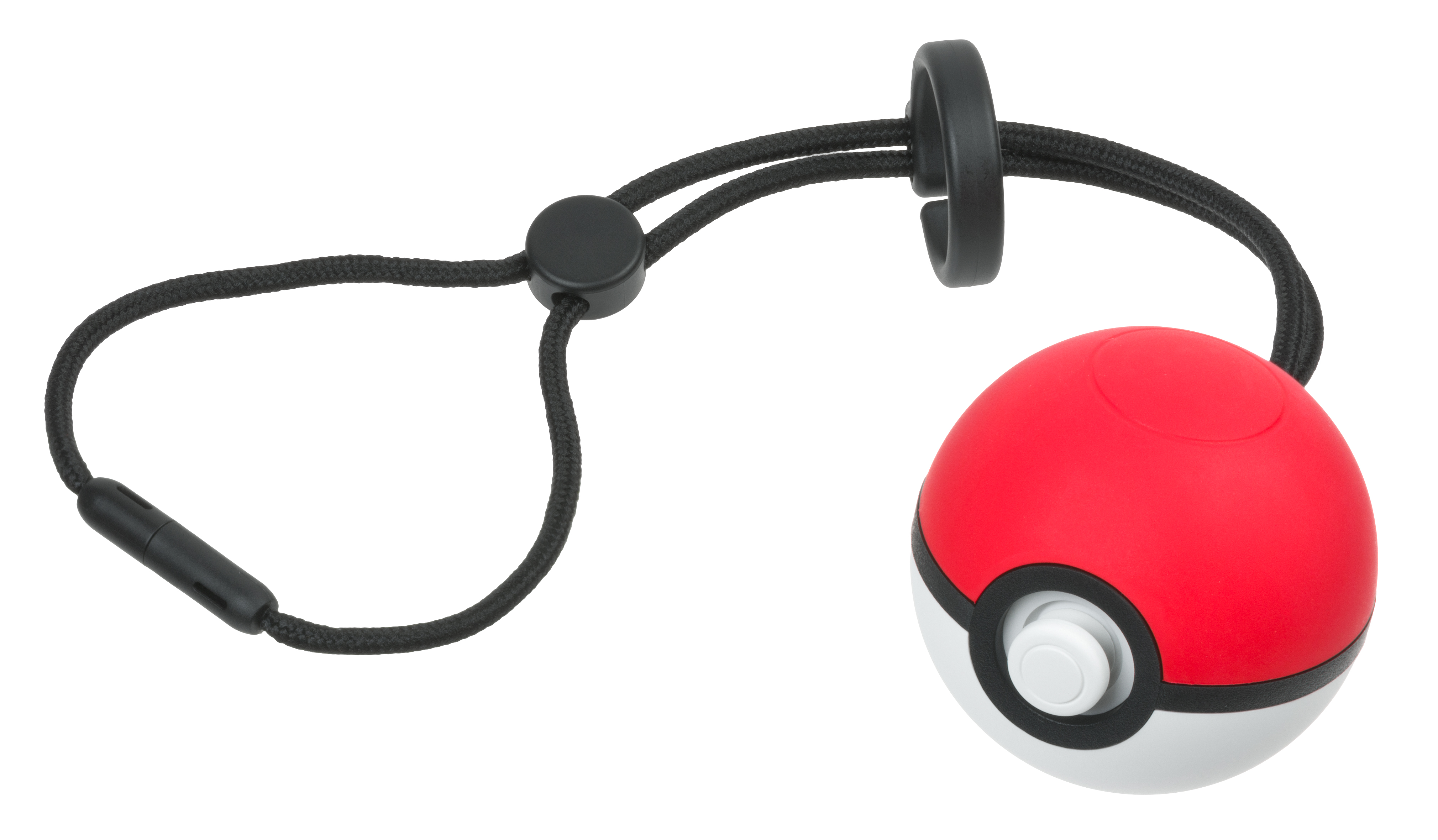
Bộ điều khiển Poke Ball Plus.

Poké Ball Plus, một bộ điều khiển tùy chọn có hình dạng như Poké Ball có thanh analog, hỗ trợ điều khiển chuyển động, phản hồi HD Rumble và hiệu ứng ánh sáng. Thanh analog tăng gấp đôi như một nút chụp trong trường hợp người chơi không muốn sử dụng các điều khiển chuyển động. Poké Ball Plus sử dụng để hỗ trợ cho việc bắt Pokémon. Trong buổi giới thiệu Nintendo Direct tại Hội chợ Giải trí Điện tử 2018 vào ngày 12 tháng 6 năm 2018, đã tiết lộ rằng Poké Ball Plus sẽ đi kèm với một Mew có thể được chuyển vào các trò chơi.

## Tiếp nhận
| Năm  | Giải thưởng                                           | Hạng mục                                             | Kết quả   | Nguồn  |
| ---- | ----------------------------------------------------- | ---------------------------------------------------- | --------- | ------ |
| 2018 | Game Critics Awards                                   | Best RPG                                             | Đề cử     | [ 6 ]  |
| 2018 | Game Critics Awards                                   | Best Family/Social Game                              | Đề cử     | [ 6 ]  |
| 2018 | Australian Games Awards                               | Family/Kids Title of the Year                        | Đề cử     | [ 30 ] |
| 2018 | Australian Games Awards                               | RPG of the Year                                      | Đề cử     | [ 30 ] |
| 2019 | New York Game Awards                                  | Central Park Children's Zoo Award for Best Kids Game | Đề cử     | [ 31 ] |
| 2019 | National Academy of Video Game Trade Reviewers Awards | Game, Classic Revival                                | Đề cử     | [ 32 ] |
| 2019 | 15th British Academy Games Awards                     | Family                                               | Đề cử     | [ 33 ] |
| 2019 | Famitsu Awards                                        | Excellence Prize                                     | Đoạt giải | [ 34 ] |
| 2019 | Italian Video Game Awards                             | People's Choice                                      | Đề cử     | [ 35 ] |
| 2019 | Golden Joystick Awards                                | Nintendo Game of the Year                            | Đề cử     | [ 36 ] |